# Placas
Placas là một đô thị thuộc bang Pará, Brasil. Đô thị này có diện tích 7173,154 km², dân số năm 2007 là 17513 người, mật độ 2,44 người/km².